# Suuri-Pölläkkä
Suuri-Pölläkkä är en sjö i kommunen Heinävesi i landskapet Södra Savolax i Finland. Sjön ligger 104,1 meter över havet. Arean är 1,19 kvadratkilometer och strandlinjen är 13,68 kilometer lång. Sjön  ingår i Vuoksens huvudavrinningsområde.   Den ligger omkring 110 kilometer nordöst om S:t Michel och omkring 320 kilometer nordöst om Helsingfors. 